# Мадиев, Магомед Алиевич
Магомед Алиевич Мадиев (род. 13 сентября 1994 года в Махачкале, Россия) —  российский боксёр-профессионал, выступающий в средней весовой категории. Чемпион Азии по версии WBA (с 2017), Евразии по версии EBP (с 2019) и России среди профессионалов (с 2019), претендент на титул интернационального чемпиона по версии IBF. Аварец по национальности..

## Карьера
Профессиональный дебют Мадиева состоялся 26 июня 2015 года его соперником стал российский боксер Андрей Томащук (0-1). Поединок завершился победой Мадиева техническим нокаутом в 1-м раунде. Затем Магомед провёл ещё семь рейтинговых поединков, после чего, 22 июля 2017 года, победил эквадорца Джеёсона Минду (13-0-1) и завоевал вакантный титул чемпиона Азии по версии WBA (WBA Asia) в среднем весе. 12 июня 2018 года провёл первую защиту титула, победив единогласным судейским решением венесуэльца Омара Гарсию (11-0). 
21 июля 2018 года участвовал в андеркарте боя «Александр Усик — Мурат Гассиев». Соперником Мадиева стал аргентинец Гвидо Николас Питто (25-5-1), а на кону стоял вакантный титул интернационального чемпиона по версии IBF (IBF International). Этот бой закончился вничью. В своём следующем бою, Магомед победил узбека Азамата Эргашева (2-3) и повторно защитил титул WBA Asia.
22 июля 2019 года Мадиев провёл поединок за титулы чемпиона Азии по версии WBA, Евразии по версии EBP и России среди профессионалов против россиянина Евгения Терентьева (14-1). Бой продлился 10 раундов и завершился победой Мадиева решением большинства судей (99:92 и 96:95 — в пользу Мадиева и 96:95 — в пользу Терентьева). В августе 2022 ожидается реванш.